# USA:s järnvägshistoria

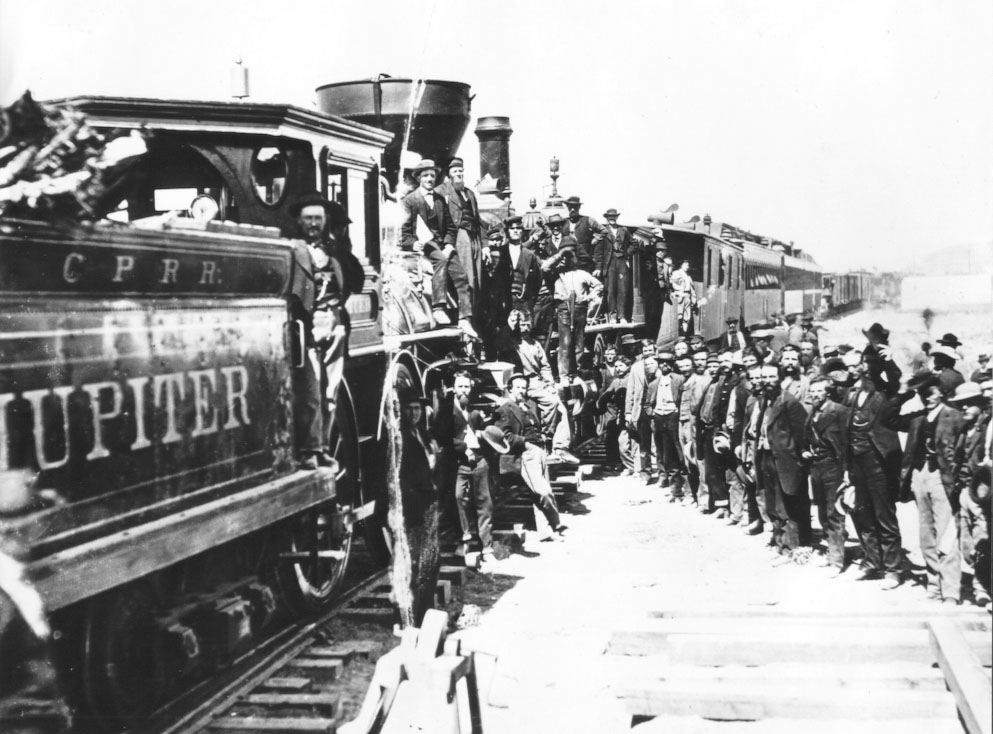
Transamerikanska järnvägen färdigställs.

USA började bygga och använda ångdriven järnväg runt 1830, och Baltimore and Ohio Railroad var det första järnvägsbolag som bedrev reguljär trafik. Järnvägen var viktig i industrialiseringen av östra USA, och expansionen västerut. Under amerikanska inbördeskriget förstördes stora delar av sydstaternas järnväg, men den återuppbyggdes under rekonstruktionstiden.
Transamerikanska järnvägen blev färdig 1869, och därefter växte det amerikanska järnvägsnätet fram till andra världskriget. Därefter blev vägtrafik och luftfart svåra konkurrenter, och mycket av passagerartrafiken försvann.
Till skillnad från Europa och Asien är elektrifierad järnväg och höghastighetståg ovanliga i USA. Acela Express är en linje mellan Boston och Washington DC, som varit framgångsrik, särskilt efter att terrordåden den 11 september 2001 försvårat flygplanstrafiken.